# Pierrefitte-sur-Sauldre
Pierrefitte-sur-Sauldre è un comune francese di 858 abitanti situato nel dipartimento del Loir-et-Cher nella regione del Centro-Valle della Loira.

## Società

### Evoluzione demografica
Abitanti censiti